# EuropeAid
El Servei de Cooperació EuropeAid és una Direcció-General de la Comissió Europea. Creat l'1 de gener de 2001, l'EuropeAid té la missió d'executar els instruments d'ajut extern de la Comissió Europea que són finançats pel pressupost de la Unió Europea i el Fons Europeu de Desenvolupament.

## Introducció
EuropeAid és la Direcció general de la Comissió Europea responsable per l'execució dels programes i projectes d'ajut extern en el món. Les seves activitats se centren en l'optimització del valor i impacte del finançament d'ajut, garantint que el suport sigui prestat de forma ràpida i responsable.
EuropeAid funciona sota la direcció del comissari Andris Pielbags, responsable de Desenvolupament. El Director-General d'EuropeAid, Koos Richelle, és responsable de la realització global de la missió d'aquesta unitat, que consisteix en l'execució dels instruments d'ajut extern de la Comissió, finançats pel pressupost de la Comunitat i pel Fons Europeu de Desenvolupament Regional.
EuropeAid treballa activament per garantir que l'ajut distribuït contribueixi de forma significativa als objectius del desenvolupament de la Unió Europea, bé com als Objectius de Desenvolupament del Mil·lenni de les Nacions Unides. L'aplicació eficaç d'ajut permet igualment que la Comissió i la Unió Europea ocupin un lloc de major recalcament a l'escena mundial. La Unió Europea, composta pels Estats membres i per la Comissió Europea, és la major donant d'ajut en el món.

## De la política a l'acció
A la fase d'execució dels projectes, l'EuropeAid té en compte les estratègies i programes a llarg termini de la Unió Europea relacionat al subministrament d'ajut. Aquestes estratègies i les polítiques corresponents són concebudes per altres direccions-generals de la Comissió Europea, principalment la DG Desenvolupament, per a les regions ACP (Àfrica, Carib i Pacífic) i la DG Relacions Exteriors, per a altres regions i països del món.
EuropeAid és responsable per l'aplicació pràctica de les polítiques i pel desenvolupament dels nous mètodes de subministrament d'ajut com a, per exemple el suport pressupostari i els acostaments sectorials. També emet directives i dona seguiment a les avaluacions de l'execució d'ajut. Addicionalment, és responsable per la gestió correcta dels fons i ha de respectar procediments de contractació pública i d'ofertes clares i transparents.
Aquesta unitat s'encarrega de totes les etapes d'un projecte de subministrament d'ajut: una vegada identificades les necessitats són realitzats estudis de viabilitat i preparats tots els controls i decisions de finançament necessaris. De seguida, es passa a l'etapa d'elaboració dels procediments d'oferta, monitoratge i avaluació necessaris. Aquestes publicacions són constantment publicades en la pàgina web d'EuropeAid, de forma a permetre retre comptes públics dels resultats i repercussions de les activitats finançades mitjançant fons de la UE i treure conclusions sobre els seus punts forts i flacs. El seu objectiu és millorar la gestió, en particular, atenent les ensenyances d'anteriors activitats i reforçant la capacitat de retre compte i oferir una més gran transparència.
EuropeAid és una organització fortament descentralitzada. Dos de cada tres funcionaris de la Comissió que treballen en l'execució d'ajut actuen en el terreny. Per aquesta raó, la major part del treball de preparació i execució és efectuat per les delegacions de la Comissió als països beneficiats per l'ajut. L'EuropeAid és constituït per set direccions i quatre unitats directament dependents del Director-General.

### Promoure un esforç comú
Per garantir la coherència, la complementació i la coordinació dels programes d'ajut extern en el món, l'EuropeAid col·labora estrictament amb els seus diversos socis. L'objectiu general és millor l'eficàcia de l'ajut extern. La societat civil, les organitzacions internacionals i els governs dels Estats membres de la Unió Europea són tots protagonistes importants en aquest domini.

## Finançament i visibilitat
EuropeAid distribueix subvencions i conclou contractes per a la implementació de projectes o activitats relacionades amb els programes d'ajut extern de la Unió Europea. Per a majors detalls, consultar les pàgines de Finançament. Es va elaborar un conjunt de directrius de visibilitat per garantir que el treball d'EuropeAid millori les condicions de vida de les poblacions ja reconegudes. Aquestes directrius determinen que els projectes que són totalment o parcialment finançats per la Unió Europea han de mostrar aquest suport de forma visible, permetent així que la UE ocupi un lloc de major recalcament en l'escena mundial.